# InterPARES
InterPARES és un projecte d'investigació internacional que té com a objectiu principal promocionar la recerca i els estudis sobre la preservació i l'autenticitat a llarg termini de documents produïts o conservats en formats electrònics. Aquests estudis han de proporcionar la base per la redacció de normes, polítiques, estratègies i plans d'acció capaços d'assegurar-ne la seva preservació  i la seva autenticació.
El projecte és liderat per Luciana Duranti, el capital és aportat en major part per The Social Sciences and Humanities Reseach Council of Canada’s Community-University Research Alliances (SSHRC-CURA) i per altres fons com The University of British Columbia's Vice President Research Development Fund, the Dean of Arts., i està basat en la School of Library, Archival and Information Studies i la University of British Columbia, in Vancouver, British Columbia, Canada.
 L'Associació d'Arxivers de Catalunya va aportar casos d'estudi de la realitat arxivística catalana, també van fer tasques de recerca, formació i difusió.